# Lista antrenorilor care au câștigat Cupa UEFA sau UEFA Europa League

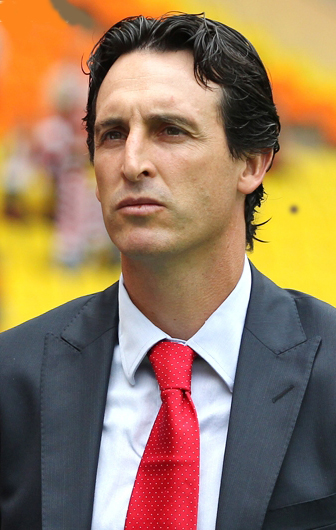
Unai Emery, deținătorul recordului de trofee - 4

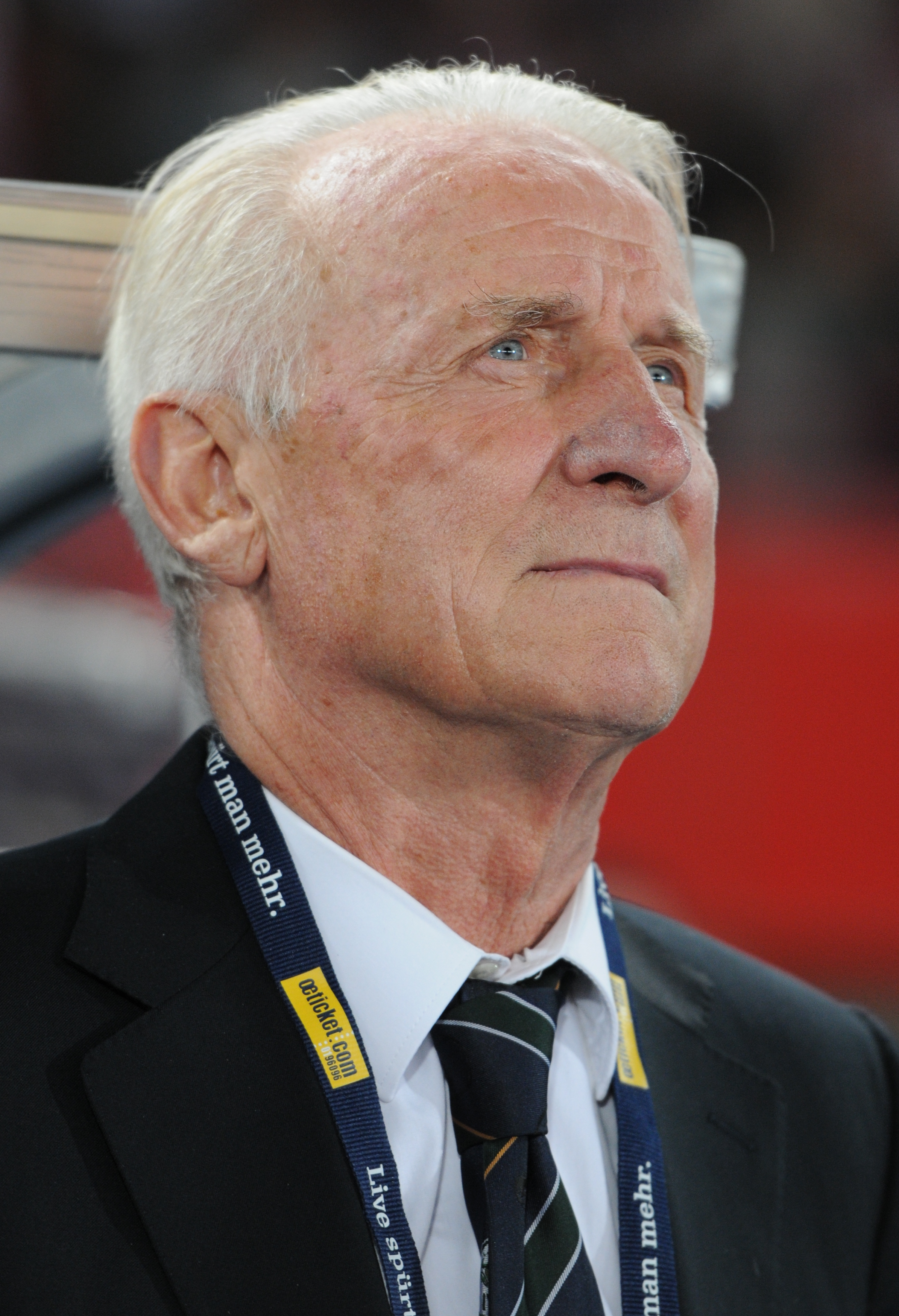
Giovanni Trapattoni, câștigătorul a trei Cupe UEFA

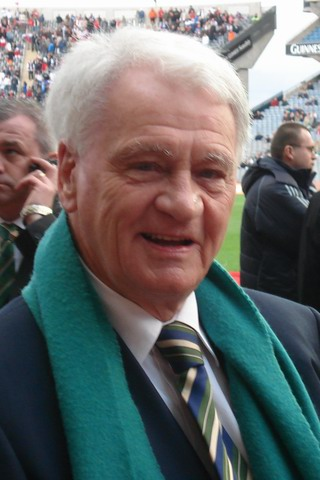
Bobby Robson, antrenorul câștigător în 1981

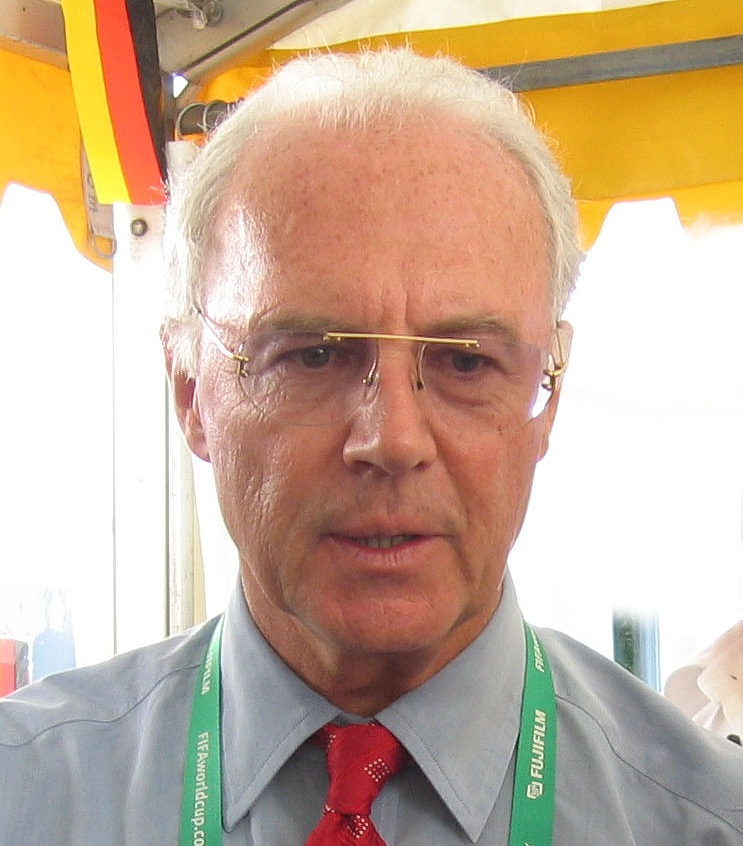
Franz Beckenbauer, antrenorul câștigător în 1996

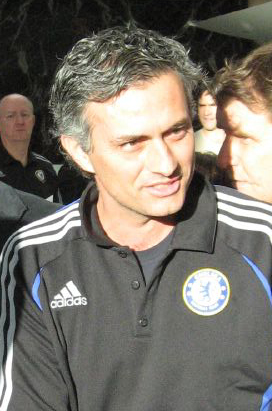
José Mourinho, antrenorul câștigător în 2003 și 2017

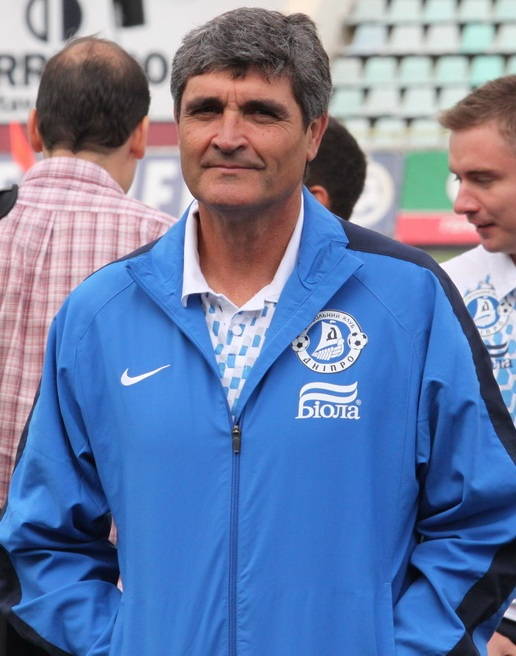
Juande Ramos, antrenorul câștigător în 2006 și 2007

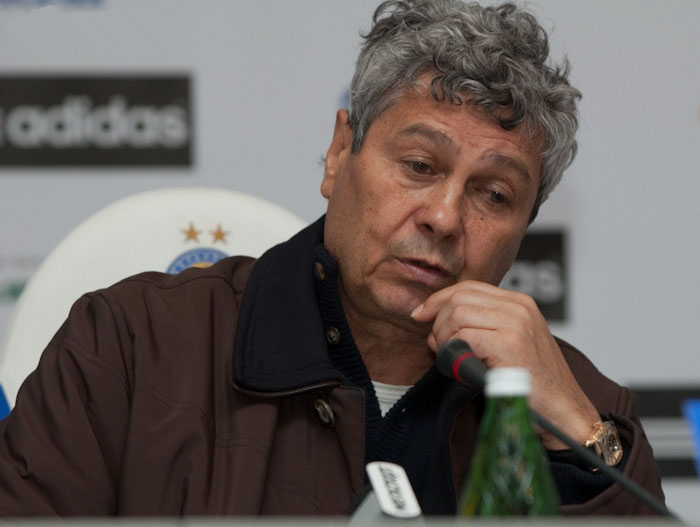
Mircea Lucescu, antrenorul câștigător în 2009, ultimul format de Cupa UEFA

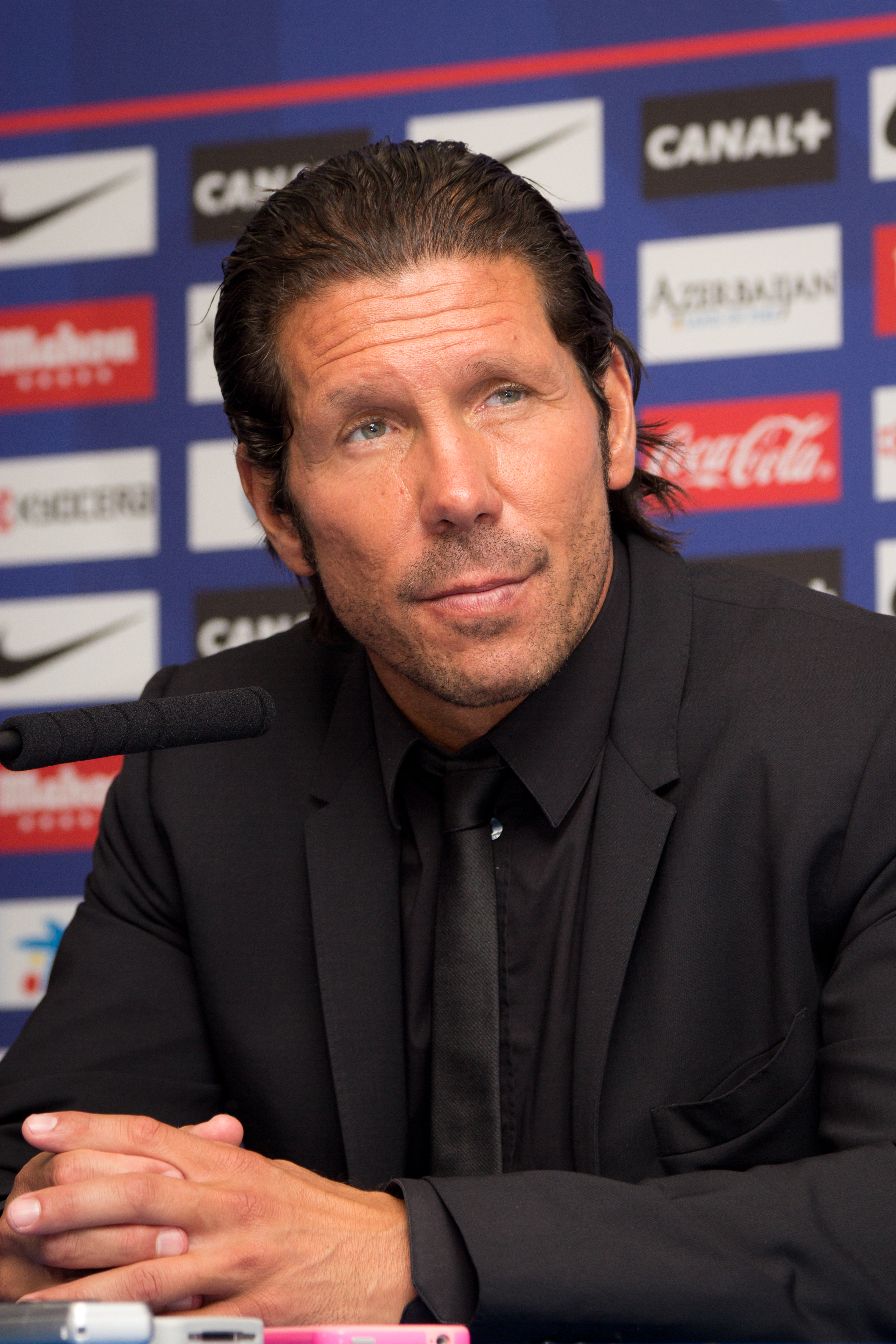
Diego Simeone, antrenorul câștigător în 2012 și 2018

Următoarea listă conține numele antrenorilor care au câștigat de-a lungul anilor Cupa UEFA, o competiție fotbalistică anuală, destinată cluburilor din Europa, ce s-a desfășurat din 1972 până în 2009, și UEFA Europa League, competiția care a urmat.

## Istoric
Antrenorul englez Bill Nicholson a condus pe Tottenham Hotspur spre succes în ediția inaugurală a turneului, într-o finală pur englezească contra echipei Wolverhampton Wanderers. În primii 25 de ani ai competiției, finala se disputa în dublă manșă, câte un meci pe stadionul fiecărei finaliste. Începând din 1998, finala competiției se joacă într-o singură manșă, iar antrenorul italian Luigi Simoni a fost cel ce a condus-o pe Inter Milano spre victorie în meciul contra lui Lazio, meciul disputându-se pe teren neutru, pe stadionul Parc des Princes din Paris.
În sezonul 2009-2010 competiția a fost redenumită în UEFA Europa League, schimbându-și parțial și formatul, iar primul antrenor ce a cucerit-o a fost Quique Sánchez Flores, la conducerea echipei Atlético Madrid.
Doar cinci antrenori au câștigat competiția de mai multe ori. Recordul îi aparține lui Unai Emery care a câștigat de patru ori, de trei ori cu FC Sevilla și o dată cu Villarreal. Giovanni Trapattoni se află pe locul secund, cu trei trofee: a condus pe Juventus spre victorie în turneu în 1977, pe Inter Milano în 1991, și din nou pe Juventus în 1993. Luis Molowny a câștigat cu Real Madrid două ediții consecutive în 1985 și 1986, performanță egalată de către spaniolul Juande Ramos care a condus Sevilla spre succes în Finala Cupei UEFA 2006 și Finala Cupei UEFA 2007. Rafael Benítez a câștigat competiția o dată în perioada Cupei UEFA în anul 2004 și o dată în perioada UEFA Europa League în 2013.
Antrenorii italieni și spanioli au câștigat mai multe trofee decât alte naționalități. Finalele recente au fost dominate de antrenori spanioli, care au câștigat 7 ediții între anii 2004 și 2015. Șapte antrenori au câștigat titlul cu echipe din alte țări decât ale lor natale, cel mai recent caz fiind în 2022, când austriacul Oliver Glasner a câștigat trofeul conducând clubul german Eintracht Frankfurt.

## Câștigători după an
| An            | Naționalitate | Antrenor              |               | Club                     | Ref       |
| Cupa UEFA     | Cupa UEFA     | Cupa UEFA             | Cupa UEFA     | Cupa UEFA                | Cupa UEFA |
| ------------- | ------------- | --------------------- | ------------- | ------------------------ | --------- |
| 1972          | Anglia        | Bill Nicholson        | Anglia        | Tottenham Hotspur        | [ 1 ]     |
| 1973          | Scoția        | Bill Shankly          | Anglia        | Liverpool                | [ 2 ]     |
| 1974          | Țările de Jos | Wiel Coerver          | Țările de Jos | Feyenoord                | [ 3 ]     |
| 1975          | Germania      | Hennes Weisweiler     | Germania      | Borussia Mönchengladbach | [ 4 ]     |
| 1976          | Anglia        | Bob Paisley           | Anglia        | Liverpool                | [ 5 ]     |
| 1977          | Italia        | Giovanni Trapattoni   | Italia        | Juventus                 | [ 6 ]     |
| 1978          | Țările de Jos | Kees Rijvers          | Țările de Jos | PSV                      | [ 7 ]     |
| 1979          | Germania      | Udo Lattek            | Germania      | Borussia Mönchengladbach | [ 8 ]     |
| 1980          | Germania      | Friedel Rausch        | Germania      | Eintracht Frankfurt      | [ 9 ]     |
| 1981          | Anglia        | Bobby Robson          | Anglia        | Ipswich Town             | [ 10 ]    |
| 1982          | Suedia        | Sven-Göran Eriksson   | Suedia        | IFK Göteborg             | [ 11 ]    |
| 1983          | Belgia        | Paul Van Himst        | Belgia        | Anderlecht               | [ 12 ]    |
| 1984          | Anglia        | Keith Burkinshaw      | Anglia        | Tottenham Hotspur        | [ 13 ]    |
| 1985          | Spania        | Luis Molowny          | Spania        | Real Madrid              | [ 14 ]    |
| 1986          | Spania        | Luis Molowny          | Spania        | Real Madrid              | [ 14 ]    |
| 1987          | Suedia        | Gunder Bengtsson      | Suedia        | IFK Göteborg             | [ 15 ]    |
| 1988          | Germania      | Erich Ribbeck         | Germania      | Bayer Leverkusen         | [ 16 ]    |
| 1989          | Italia        | Ottavio Bianchi       | Italia        | Napoli                   | [ 17 ]    |
| 1990          | Italia        | Dino Zoff             | Italia        | Juventus                 | [ 18 ]    |
| 1991          | Italia        | Giovanni Trapattoni   | Italia        | Internazionale           | [ 6 ]     |
| 1992          | Țările de Jos | Louis van Gaal        | Țările de Jos | Ajax                     | [ 19 ]    |
| 1993          | Italia        | Giovanni Trapattoni   | Italia        | Juventus                 | [ 6 ]     |
| 1994          | Italia        | Giampiero Marini      | Italia        | Internazionale           | [ 20 ]    |
| 1995          | Italia        | Nevio Scala           | Italia        | Parma                    | [ 21 ]    |
| 1996          | Germania      | Franz Beckenbauer     | Germania      | Bayern München           | [ 22 ]    |
| 1997          | Țările de Jos | Huub Stevens          | Germania      | Schalke 04               | [ 23 ]    |
| 1998          | Italia        | Luigi Simoni          | Italia        | Internazionale           | [ 24 ]    |
| 1999          | Italia        | Alberto Malesani      | Italia        | Parma                    | [ 25 ]    |
| 2000          | Turcia        | Fatih Terim           | Turcia        | Galatasaray              | [ 26 ]    |
| 2001          | Franța        | Gérard Houllier       | Anglia        | Liverpool                | [ 27 ]    |
| 2002          | Țările de Jos | Bert van Marwijk      | Țările de Jos | Feyenoord                | [ 28 ]    |
| 2003          | Portugalia    | José Mourinho         | Portugalia    | Porto                    | [ 29 ]    |
| 2004          | Spania        | Rafael Benítez        | Spania        | Valencia                 | [ 30 ]    |
| 2005          | Rusia         | Valeri Gazzaev        | Rusia         | ȚSKA Moscova             | [ 31 ]    |
| 2006          | Spania        | Juande Ramos          | Spania        | Sevilla                  | [ 32 ]    |
| 2007          | Spania        | Juande Ramos          | Spania        | Sevilla                  | [ 32 ]    |
| 2008          | Țările de Jos | Dick Advocaat         | Rusia         | Zenit Saint Petersburg   | [ 33 ]    |
| 2009          | România       | Mircea Lucescu        | Ucraina       | Shakhtar Donetsk         | [ 34 ]    |
| Europa League |               |                       |               |                          |           |
| 2010          | Spania        | Quique Sánchez Flores | Spania        | Atlético Madrid          | [ 35 ]    |
| 2011          | Portugalia    | André Villas-Boas     | Portugalia    | Porto                    | [ 36 ]    |
| 2012          | Argentina     | Diego Simeone         | Spania        | Atlético Madrid          | [ 37 ]    |
| 2013          | Spania        | Rafael Benítez        | Anglia        | Chelsea                  | [ 38 ]    |
| 2014          | Spania        | Unai Emery            | Spania        | Sevilla                  | [ 39 ]    |
| 2015          | Spania        | Unai Emery            | Spania        | Sevilla                  | [ 40 ]    |
| 2016          | Spania        | Unai Emery            | Spania        | Sevilla                  | [ 41 ]    |
| 2017          | Portugalia    | José Mourinho         | Anglia        | Manchester United        |           |
| 2018          | Argentina     | Diego Simeone         | Spania        | Atlético Madrid          |           |
| 2019          | Italia        | Maurizio Sarri        | Anglia        | Chelsea                  |           |
| 2020          | Spania        | Julen Lopetegui       | Spania        | Sevilla                  |           |
| 2021          | Spania        | Unai Emery            | Spania        | Villarreal               |           |
| 2022          | Austria       | Oliver Glasner        | Germania      | Eintracht Frankfurt      |           |
| 2023          | Spania        | José Luis Mendilibar  | Spania        | Sevilla                  |           |
| 2024          | Italia        | Gian Piero Gasperini  | Italia        | Atalanta                 |           |

## Multipli câștigători
| Loc | Țara       | Antrenor            | Trofee | Finale pierdute | Anii câștigători       | Anii perdanți | Cluburi câștigătoare        | Club perdant |
| --- | ---------- | ------------------- | ------ | --------------- | ---------------------- | ------------- | --------------------------- | ------------ |
| 1   | Spania     | Unai Emery          | 4      | 1               | 2014, 2015, 2016, 2021 | 2019          | Sevilla (3), Villarreal     | Arsenal      |
| 2   | Italia     | Giovanni Trapattoni | 3      | 0               | 1977, 1991, 1993       |               | Inter Milano, Juventus      |              |
| 5   | Spania     | Luis Molowny        | 2      | 0               | 1985, 1986             |               | Real Madrid                 |              |
| 5   | Spania     | Juande Ramos        | 2      | 0               | 2006, 2007             |               | Sevilla                     |              |
| 5   | Spania     | Rafael Benítez      | 2      | 0               | 2004, 2013             |               | Valencia, Chelsea           |              |
| 5   | Portugalia | José Mourinho       | 2      | 0               | 2003, 2017             |               | FC Porto, Manchester United |              |
| 5   | Argentina  | Diego Simeone       | 2      | 0               | 2012, 2018             |               | Atlético Madrid             |              |

## Trofee după naționalitate

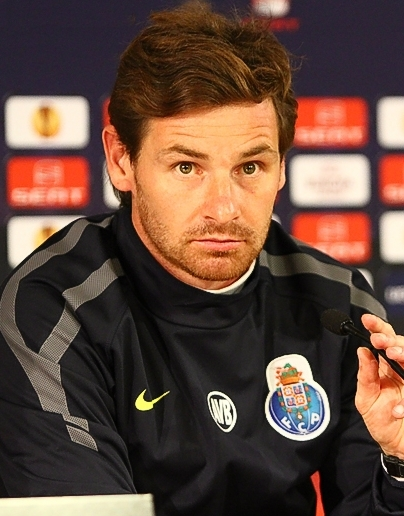
André Villas-Boas, antrenorul câștigător în 2011, și cel mai tânăr antrenor care a câștigat vreodată o competiție europeană, la vârsta de 33 de ani

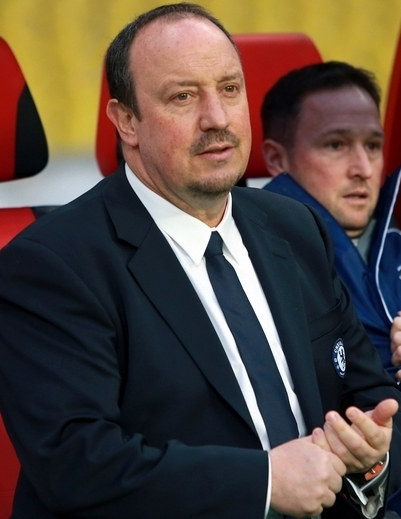
Rafael Benítez, antrenorul câștigător în 2004 și 2013, devenind al doilea antrenor care câștigă competiția cu două echipe diferite

Acest tabel listează numărul total de titluri câștigate de antrenori de diferite naționalități.
| Naționalitatea antrenorilor | Numărul de trofee |
| --------------------------- | ----------------- |
| Spania                      | 13                |
| Italia                      | 11                |
| Țările de Jos               | 6                 |
| Germania                    | 5                 |
| Anglia                      | 4                 |
| Portugalia                  | 3                 |
| Argentina                   | 2                 |
| Suedia                      | 2                 |
| Austria                     | 1                 |
| Belgia                      | 1                 |
| Franța                      | 1                 |
| România                     | 1                 |
| Rusia                       | 1                 |
| Scoția                      | 1                 |
| Turcia                      | 1                 |

## Vezi și
- Lista antrenorilor care au câștigat Cupa Campionilor Europeni sau Liga Campionilor UEFA
- Lista antrenorilor care au câștigat Cupa Cupelor UEFA
- Lista antrenorilor care au câștigat Supercupa Europei
- Lista finalelor Cupei UEFA și UEFA Europa League
- Statisticile și recordurile Cupei UEFA și UEFA Europa League

## Legături externe
- Istoria oficială a Cupei UEFA
- Statisticile Cupei UEFA